# The Meaning of Life
The Meaning of Life četvrti je studijski album njemačkog thrash metal sastava Tankard. Album je objavljen 19. srpnja 1990. godine, a objavila ga je diskografska kuća Noise Records.

## Popis pjesama
| 1.    | »Open All Night«       | 5:44 |
| 2.    | »We Are Us«            | 4:41 |
| 3.    | »Dancing on Our Grave« | 3:44 |
| 4.    | »Mechanical Man«       | 6:04 |
| 5.    | »Beermuda«             | 4:49 |
| 6.    | »The Meaning of Life«  | 5:41 |
| 7.    | »Space Beer«           | 4:33 |
| 8.    | »Always Them«          | 4:02 |
| 9.    | »Wheel of Rebirth«     | 6:15 |
| 10.   | »Barfly«               | 4:15 |
| 11.   | »Wonderful Life«       | 1:47 |
| 51:35 |                        |      |

## Zasluge
- Andreas "Gerre" Geremia — vokali
- Frank Thorwarth — bas-gitara
- Axel Katzmann — gitara
- Andy Bulgaropulos — gitara
- Arnulf Tunn — bubnjevi

Dodatni glazbenici
- Ken Kennedy — prateći vokali
- Tommy — prateći vokali

Ostalo osoblje
- Petra Gall — fotografija
- Buffo Schnädelbach — fotografija
- Harris Johns — produciranje, miksanje
- Sebastian Krüger — omot albuma